# Jaroslava Brychtová
Jaroslava Brychtová (ur. 18 lipca 1924 w Železným Brodzie, zm. 8 kwietnia 2020 w Jabloncu nad Nysą) – czeska przedstawicielka sztuk wizualnych, rzeźbiarka, artystka w szkle. Od 1954 do 2002 tworzyła w duecie artystycznym ze swoim mężem Stanislavem Libenským.

## Życiorys
Córka Anny i Jaroslava Brychty, artysty w szkle i pedagoga. Po zdaniu matury dostała się na studia do Wyższej Szkoły Przemysłu Artystycznego w Pradze, których nie rozpoczęła wskutek zamknięcia placówki przez okupantów. Podjęła zatem pracę w jednej z niemieckich fabryk. Po wojnie ukończyła studia na WSPA w pracowni prof. Karela Stipla. Studiowała też na Akademii Sztuk Pięknych w Pradze, ale w 1950 zarzuciła naukę i rozpoczęła pracę w zakładzie Železnobrodské sklo w Železným Brodzie. W tym samym roku założyła umocowany w strukturze macierzystego zakładu ośrodek szkła architektonicznego w Pelechovie, w którym realizowano również wielkoformatowe szkło artystyczne. Artystka pracowała tam jako starsza projektantka do 1984.
Brychtová współpracowała z ojcem w jego eksperymentach z lat 40., kiedy zajmował się odlewaniem szkła w formach w oparciu o technikę pate du verre. W tej technice tworzyła swoje pierwsze szklane broszki i reliefy, a w 1947 wykonała niewielkie szklane rzeźby.

## Znajomość, współpraca i małżeństwo ze Stanislavem Libenským

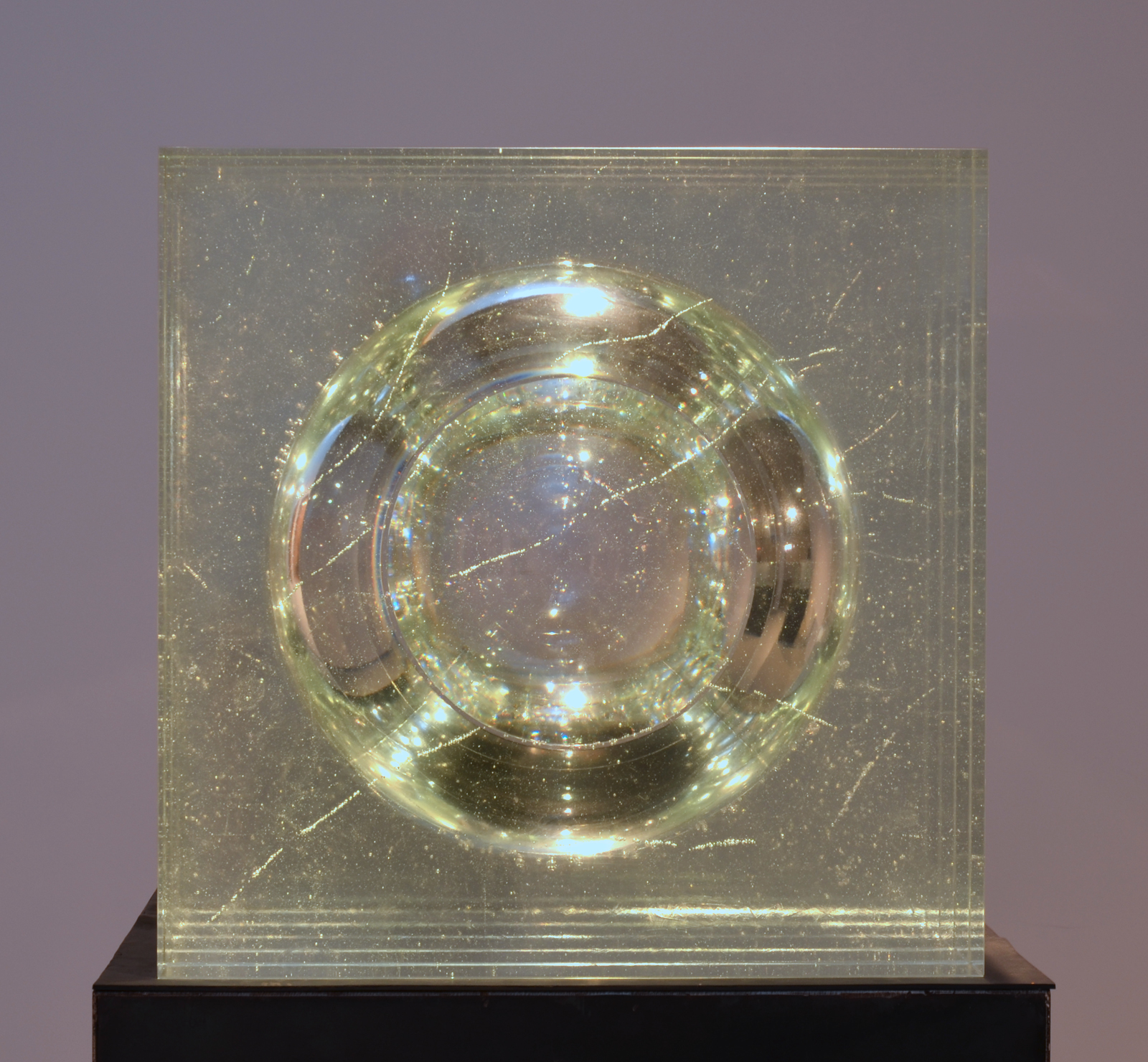
Praca Libenskiego i Brychtovej z 1990.

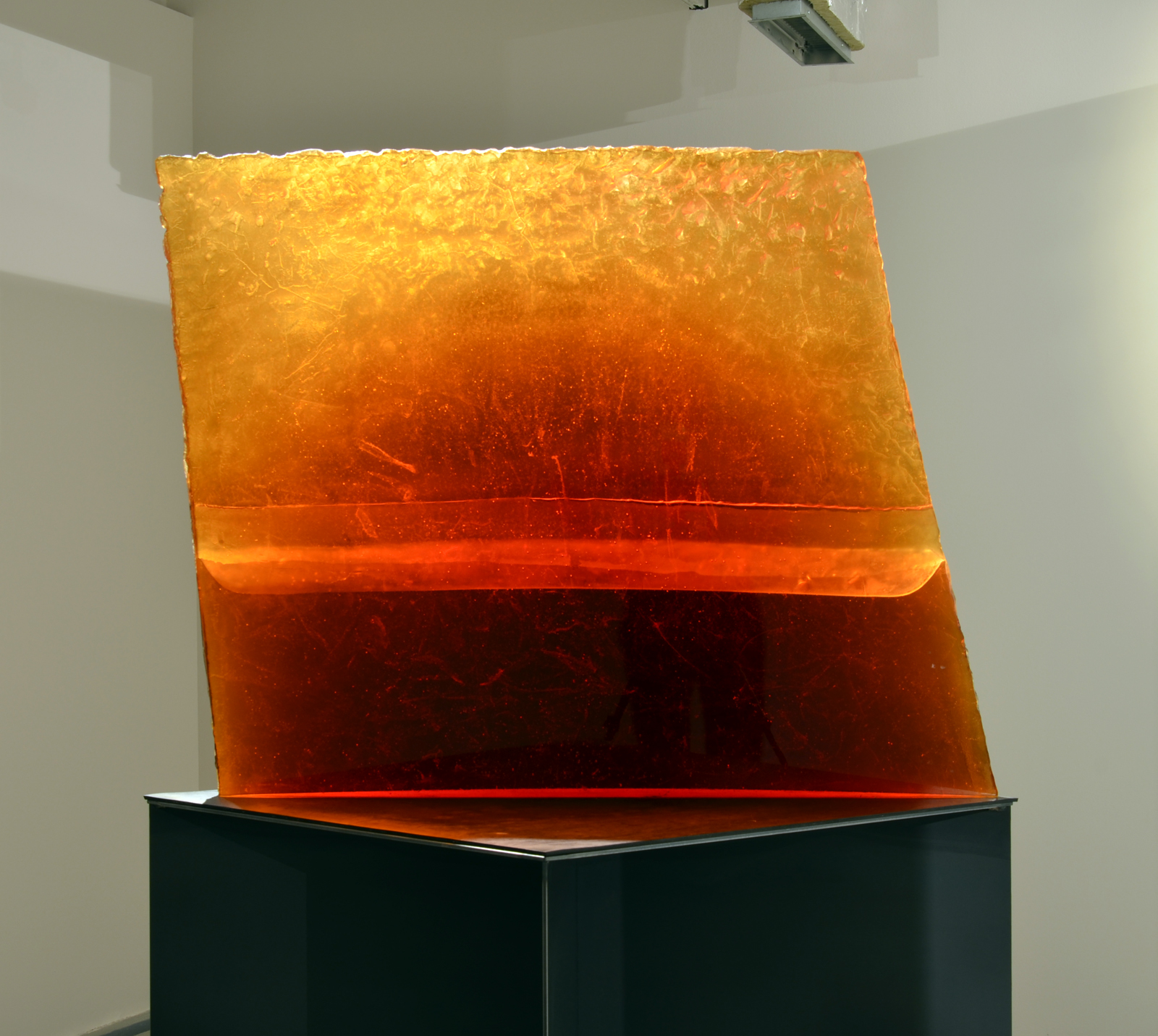
Praca Libenskiego i Brychtovej z 1992.

W 1954 Brychtová poznała swojego przyszłego małżonka Stanislava Libenskiego, z którym rozpoczęła współpracę artystyczną. W centrum zainteresowania pary znajdowały się szklane rzeźby oraz szkło architektoniczne. Stosowali technikę zatapiania szkła w formach. W 1958 na Wystawie Światowej EXPO w Brukseli artyści zaprezentowali odlewane, osadzone w ścianie tzw. kamienie zoomorficzne, inspirowane malowidłami naskalnymi z Lascaux i Altamiry, które przyniosły im nagrodę Grand Prix. Pięć lat później, w kwietniu 1963 pobrali się. W drugiej połowie lat 60. XX w. wpisali się w rodzący się w Czechosłowacji trend na szklane rzeźby ze szkła szlifowanego, wykorzystujące efekty optyczne. Okres ten w twórczości pary nosi nazwę okresu kryształowego. Jego sztandarowym przykładem jest Kula w sześcianie (1970), przedstawiająca powtarzający się motyw w zgeometryzowanych rzeźbach pary – zatopioną w pryzmacie kulę. Apogeum okresu kryształowego przypadło na początek lat 80. Rzeźby okresu kryształowego wykonane są w szkle bezbarwnym, kolor pojawia się jako czynnik w twórczości pary w pierwszej połowie lat 80. Swoje prace prezentowali m.in. na wystawach światowych EXPO 1967 w Montrealu (odlewane, również wieloelementowe szklane rzeźby znaczących rozmiarów) oraz EXPO 1970 w Osace (22-metrowa Rzeka życia, nawiązująca do okupacji Czechosłowacji). Artyści wykorzystywali również odlewanie szkła w formach, co pozwalało uzyskiwać dzieła dużych rozmiarów, a zarazem o wysokiej przejrzystości, współgrające z architekturą budynków. W latach 80. byli wiodącymi postaciami w zakresie stosowania tej techniki.
W zakresie szkła architektonicznego Brychtová i Libenský są autorami m.in. witraży do kaplicy św. Wacława w praskiej katedrze św. Wita (1964–1968). Z 1987 pochodzi projekt okien w gotyckiej kaplicy w Horšovskim Týnie, zaś z 1990 – szklana ściana osadzona w ratuszu staromiejskim w Pradze. Dla architektury współczesnej para wykonała m.in. reliefy do hallu wejściowego muzeum szkła w Corning i osadzone na konstrukcji nośnej budynku nadajnika i hotelu na Ještědzie odlane w formie szklane kule, kojarzące się z rojem meteorów (1973–1975).

## Nagrody i odznaczenia
W 1967 roku Brychtová została laureatką nagrody państwowej Klementa Gottwalda, natomiast w 2005 otrzymała od Prezydenta Republiki Czeskiej Václava Klausa Medal Za Zasługi II stopnia.